# Glow On
Glow On ist das dritte Studioalbum der US-amerikanischen Hardcore-Band Turnstile. Das Album wurde am 27. August 2021 über Roadrunner Records veröffentlicht.

## Entstehung
Das Album wurde im Sommer 2020 im Phantom Studio in Gallatin, Tennessee aufgenommen. Produziert wurde Glow On von Mike Elizondo. Die Wahl fiel auf Elizondo, da die Band laut Sänger Branden Yates, der als Co-Produzent auftritt, noch weiter aus ihrer Komfortzone heraus wollte. Das Studio befindet sich auf einer Farm im Hinterland von Tennessee. Wegen der COVID-19-Pandemie konnte die Band sich viel Zeit für das Songwriting nehmen, da sie nicht auf Tournee gehen konnte. Die Band erweiterte ihr musikalisches Spektrum um Elemente aus dem Dream-Pop oder Shoegaze. Als Gäste treten der britische Sänger Devonté Hynes (auch bekannt als Blood Orange) bei den Liedern Alien Love Call und Lonely Dezires sowie die Singer-Songwriterin Julien Baker bei Underwater Boi auf. Alien Love Call war ursprünglich ein Interludium, das die Band bei Konzerten spielte.
Vorab veröffentlichten Turnstile am 27. Juni 2021 die EP Turnstile Love Connection mit den Liedern Holiday, No Surprise, Mystery und T.L.C. (Turnstile Love Connection). Diese vier Lieder befinden sich auch auf dem Album Glow On, allerdings nicht in dieser Reihenfolge, sondern auf dem Album verteilt. Parallel zur EP veröffentlichte die Band einen selbstgedrehten Film mit einer Länge von elfeinhalb Minuten, bei dem Sänger Branden Yates Regie führte. Das Lied Wild Wrld wurde für den Soundtrack des Videospiels NHL23 verwendet. Die Fast-Food-Kette Taco Bell verwendete das Lied Holiday für einen Werbespot.

## Hintergrund
Sänger Brendan Yates schrieb den Großteil der Texte für das Album Glow On während eines wegen der COVID-19-Pandemie verhängten Lockdowns. Die Zeit in der Einsamkeit nutzte er zum Nachdenken über das gestiegene Interesse an der Band, über die scheinbar nicht endende Pandemie und über persönliche Verluste.

„Ich denke, der Sinn des Schreibens ist es, eine Sache, die passierte, in etwas positives zu verwandeln, auch wenn es keine positive Sache war.“

Underwater Boi befasst sich mit dem Gefühl der Niedergeschlagenheit und der Isolation. In dem Lied Wild Wrld verarbeitet Sänger Brendan Yates den Tod seines Freundes Riley Gale, dem Sänger der Band Power Trip, im August 2020. Laut Yates wäre Riley Gale „eine große Inspiration für Turnstile gewesen, sowohl als Musiker als auch als Freund“.
Das Lied T.L.C. (Turnstile Love Connection) enthält eine Hommage an das Lied Thank You (Falettinme Be Mice Elf Agin) des US-amerikanischen Sänger-Songwriters Sly Stone. Brendan Yates bezeichnete das Lied als eine Anerkennung an diejenigen, die einen Menschen inspirieren und das beste aus ihnen herausholen. Jenn Pelly vom Onlinemagazin Pitchfork Media bezeichnete das Lied als „eine weitere Art, den Funken der Stärkung des Hardcores darzustellen“. Dies wäre „ein willkommener Ruck von Verspieltheit in einem typischerweise sehr seriösen Bereich der Musik“.

## Titelliste
| 1. Mystery – 2:35 2. Blackout – 2:53 3. Don’t Play – 2:13 4. Underwater Boi (feat. Julien Baker) – 3:04 5. Holiday – 2:52 6. Humanoid / Shake It Up – 1:09 7. Endless – 1:58 8. Fly Again – 2:31 | 1. Alien Love Call (feat. Blood Orange) – 2:56 2. Wild Wrld – 2:54 3. Dance-Off – 2:09 4. New Heart Design – 2:27 5. T.L.C. (Turnstile Love Connection) – 1:42 6. No Surprise – 0:45 7. Lonely Dezires (feat. Blood Orange) – 2:43 |

## Rezeption

### Rezensionen
Das deutsche Magazin Visions wählte Glow On zum „Album des Monats“. Gerrit Köppl schrieb, dass „Hardcore seit seiner Erfindung nicht mehr so modern und weitgedacht klang“. Die Band „breche noch viel häufiger mit den Konventionen des Genres und demonstriere mit vielen Beispielen, was sich damit Kreatives anstellen lässt“. Glow On wäre ein „atemberaubender Spaß“, wofür Köppl elf von zwölf Punkten vergab. Jan Jaedike vom deutschen Magazin Rock Hard bezeichnete Glow On als „modernes Rock-Album mit imposantem Breitwand-Sound, einem immensen Gespür für Details und einem unbedingten Willen zu großen Hooks“ und vergab 7,5 von zehn Punkten. Hingegen kritisierte Klaus Porst vom Onlinemagazin Plattentests.de, dass „sich zwischen den fünfzehn Track einige Ausfälle finden“. Der überwiegende Teil bestehe aus „hochmelodiösen, mitreißenden Rocksongs mit einem wohligem, keineswegs peinlichen Retrogefühl“. Porst vergab sechs von zehn Punkten.

### Charts und Chartplatzierungen
| ChartsChartplatzierungen       | Höchstplatzierung | Wochen |
| ------------------------------ | ----------------- | ------ |
| Deutschland (GfK)              | 9 (6 Wo.)         | 6      |
| Österreich (Ö3)                | 75 (1 Wo.)        | 1      |
| Schweiz (IFPI)                 | 30 (2 Wo.)        | 2      |
| Vereinigte Staaten (Billboard) | 30 (1 Wo.)        | 1      |
| Vereinigtes Königreich (OCC)   | 62 (1 Wo.)        | 1      |

In der ersten Woche nach der Veröffentlichung wurden in den Vereinigten Staaten 11.500 Einheiten des Albums verkauft, davon entfielen etwa 8000 Einheiten auf physische Tonträger. Damit belegte das Album Platz acht der Billboard Top Album Sales, die die reinen Verkäufe des kompletten Albums berücksichtigt. Darüber hinaus belegte Glow On Platz drei der Billboard Vinyl Album Sales Chart und Platz elf der deutschen Vinylcharts.

### Bestenlisten
| Publikation         | Liste                                            | Platz |
| ------------------- | ------------------------------------------------ | ----- |
| Consequence         | Top 50 Albums of 2021                            | 4     |
| Consequence         | Top 30 Metal & Hard Rock Albums of 2021          | 3     |
| Consequence         | Top 30 Metal & Hard Rock Songs of 2021 (Mystery) | 1     |
| Kerrang!            | The 50 Best Albums of 2021                       | 4     |
| laut.de             | Die 50 Alben des Jahres                          | 4     |
| laut.de             | Die 50 Songs des Jahres (Holiday)                | 5     |
| laut.de             | Die Metal-Alben des Jahres                       | 1     |
| Loudwire            | The 45 Best Rock + Metal Albums of 2021          | 3     |
| Loudwire            | The 35 Best Rock Songs of 2021 (Holiday)         | 3     |
| New Musical Express | The 50 best albums of 2021                       | 9     |

| Publikation         | Liste                                           | Platz |
| ------------------- | ----------------------------------------------- | ----- |
| Pitchfork           | The 50 Best Albums of 2021                      | 6     |
| Revolver            | 25 Best Albums of 2021                          | 3     |
| Revolver            | 10 Best Hardcore Albums of 2021                 | 1     |
| Rolling Stone       | The 50 Best Albums of 2021                      | 8     |
| Spin                | The 30 Best Albums of 2021                      | 1     |
| Spin                | The 30 Best Songs of 2021 (Blackout)            | 7     |
| Stereogum           | The 50 Best Albums of 2021                      | 3     |
| Visions             | Die 50 Alben des Jahres                         | 1     |
| Visions             | Die 25 besten Musikvideos 2022 (Underwater Boi) | 4     |
| The Washington Post | Best music of 2021                              | 4     |

## Musikpreise
| Jahr | Kategorie              | für      | Resultat  |
| ---- | ---------------------- | -------- | --------- |
| 2023 | Best Rock Performance  | Holiday  | Nominiert |
| 2023 | Best Rock Song         | Blackout | Nominiert |
| 2023 | Best Metal Performance | Blackout | Nominiert |

| Jahr | Kategorie                 | für       | Resultat  |
| ---- | ------------------------- | --------- | --------- |
| 2022 | Best Album                | Glow On   | Nominiert |
| 2022 | Best International Artist | Turnstile | Nominiert |

## New Heart Designs
Am 11. August 2023 veröffentlichten Turnstile ohne vorherige Ankündigung die EP New Heart Designs, bei der die Band mit dem kanadischen Instrumental-Jazz-Trio BadBadNotGood kollaborierten. Letzte nahmen sich mit Underwater Boi, Alien Love Call und Mystery drei Lieder des Albums Glow On vor und überarbeiteten die Lieder mit Instrumenten wie Bongos, Flöten, Saxophon, Synthesizer und Keyboards. Lediglich der Gesang der Turnstile-Mitglieder Brendan Yates und Franz Lyons wurde unverändert gelassen. Gleichzeitig wurde ein Video mit den drei Titeln veröffentlicht. Eine spätere Veröffentlichung der EP auf Vinyl ist geplant.
Der Remix von Alien Love Call wurde bei den Grammy Awards 2024 in der Kategorie Best Remixed Recording, Non-Classical nominiert.